# 巴塞罗那地铁
巴塞罗那地铁，是服务于西班牙加泰罗尼亚巴塞罗那市的一个城市轨道交通系统。截止到2021年3月，巴塞罗那地铁共有12条线路，188座车站，线路共计全长166千米。1997年，巴塞罗那地铁成为这个城市的综合公共交通系统（ATM）的一部分。2002年，ATM宣布要增加两条线路：L12号线和L13号线。而巴塞羅那地鐵正在興建的9號線則將是歐洲最長的自動駕駛地鐵路線。巴塞罗那地铁由两个公司运营，其中巴塞罗那都会交通公司 (TMB)运营1至5号线及9至11号线，加泰隆尼亚政府铁路公司 (FGC)则运营6至8号线及12号线。巴塞罗那地铁和巴塞隆納通勤鐵路 (Rodalia de Barcelona)、巴塞罗那有轨电车 (Tramvia Metropolità) 一起构成巴塞罗那都会区的轨道交通网络。
巴塞罗那地铁于1924年正式启用，是全球第十五座拥有地铁的城市，之后线路网络不断进行扩大。现在，巴塞罗那地铁是仅次于马德里地铁、巴黎地铁、柏林地铁之后的欧盟第四大城市轨道交通系统。
巴塞罗那地铁是國際地鐵標竿聯盟（CoMET）的成員之一。

## 歷史
巴塞罗那地铁與世界各地多數地鐵不同，巴塞罗那有兩個營運商，其中FGC營運的路線，有許多共線路段，不僅地鐵之間共線，FGC的地鐵路線與市郊铁路--巴塞隆納通勤鐵路也有許多共線路段，FGC的路線編號只表示營運線，與多數地鐵編號同時代表軌道線和營運線不同。

### 加泰隆尼亚铁路
巴塞罗那地鐵有兩個營運商--TMB與FGC，FGC可追溯至1863年開通的巴塞隆納-瓦萊鐵路，為今日巴塞罗那地鐵6號線、7號線的軌道線，當時僅開通巴塞隆納到薩里亞，因此稱為薩里亞火車，由巴塞羅那 - 薩里亞鐵路公司營運，使用1672毫米的宽轨，1874年因債務問題路線轉由薩里亞 - 巴塞羅那鐵路公司營運，1905年變更為標準軌並電氣化。該路線完工後加泰羅尼亞電車工程師卡洛斯·埃米利奧·蒙塔內斯希望將其延伸至塔拉薩和萨瓦德尔，1912年蒙塔內斯在美國企業家協助之下，成立加泰隆尼亚铁路 (FCC)，並著手延伸工程，路線於1916至1925年之間陸續完工，1929年加泰羅尼亞廣場車站至蒙塔內爾站區間地下化。
FGC的另一條地鐵路線8號線前身為略夫雷加特-阿諾亞鐵路，該路線分段完工，使用米轨軌距，1919年開始由加泰羅尼亞鐵路總公司 (CGFC)營運，1926年延伸至西班牙廣場車站，並完成西班牙廣場車站 - 略夫雷加特複線電氣化。上述路線因為不屬於1672毫米的伊比利亞軌距，沒有在1941年被併入西班牙國家鐵路。1954年巴塞隆納-瓦萊鐵路開通往蒂比達博大道站的支線，為今日7號線的前身；1976年巴塞隆納-瓦萊鐵路薩里亞站 - 雷納埃利森達站支線開通，為今日12號線的前身。
1970 年代開始因通貨膨脹、運營費用增加以及政府要求維持票價，導致各營運商的財務問題，1976年中央介入由西班牙窄軌鐵路公司 (FEVE)接手CGFC路線。1977年FCC宣布關閉巴塞隆納-瓦萊鐵路，中央宣布FEVE接手FCC。1978年加泰罗尼亚恢復自治權，隔年成立加泰隆尼亚铁路 (FGC)，自FEVE接手加泰罗尼亚地區的窄軌路線，並對線路進行現代化改造。
1996年FGC將巴塞隆納-瓦萊鐵路各營運路線整合為瓦萊地鐵，市區營運路線編號U6、U7，即今日6號線、7號線的前身。略夫雷加特-阿諾亞鐵路也整合為，市區營運路線編號S3，即今日8號線的前身。

### 地鐵開通
在 19 世紀，由於城市的工業化，巴塞羅那的人口翻了五倍，到了20世紀初主要道路已不堪負荷，1907年巴勃羅·穆勒與貢薩爾·薩拉戈薩申請了巴塞羅那地下鐵路的特許經營權，稱為巴塞羅那南北大都會鐵路，即今日3號線的前身，但由於沒有找到必要的資金支持，特許權被轉讓給比斯開銀行。另外為了連接巴塞羅那的主要車站，也有提出橫向地鐵路線的規劃，即今日1號線的前身，但規劃因為一戰爆發而被擱置。
一戰結束後，1920年成立巴塞羅那大都會鐵路公司 (FMB)，推動橫向地鐵路線的建設，同年比斯開銀行也重啟南北大都會鐵路的計畫，1921年該銀行獲得了為期 99 年的地下電氣化鐵路特許經營權，並成立巴塞羅那大都會公司 (GMB)。1924年12月31日南北大都會鐵路首段開通，成為巴塞隆納第一條真正意義的地鐵路線，當時編號為 I 線 ，1926年橫向地鐵開通，由於目的在於連接巴塞羅那主要鐵路車站，因此使用西班牙當時常用的伊比利亞軌距，同年南北大都會鐵路支線開通，編為 II 線，即今日4號線的前身，橫向地鐵與南北大都會鐵路 I 線於加泰羅尼亞廣場車站交會。
1930年代後期地鐵因為西班牙内战受到損毀，戰後佛朗哥独裁政府於1941年成立西班牙國家鐵路，將所有採用伊比利亞軌距的路線收歸國有，以盡速恢復西班牙鐵路運輸，橫向地鐵因為屬於伊比利亞軌距被收歸國有，直到1943年因為FMB上訴才重回FMB營運。1952年巴塞羅那市議會宣布該市所有公共交通公司的市政化，1955年市議會與FMB、GMB簽訂收購協議，1959年FMB開通一條南北向新線，自橫向地鐵拉薩格雷拉站向北，即今日5號線前身。

2號線與5號線在1970年代規劃的十字路網。藍線為規劃的V線，灰線為規劃的 II 線。

### 巴塞罗那城铁公司
1961年巴塞羅那市議會完成對FMB、GMB，成立巴塞罗那城铁公司 (TMB)，FMB路線編為 I、II 線，南北大都會鐵路編為 III 線。
1969年目前5號線的科布蘭克站到普羅旺斯-對角線大道站通車編為 V 線，隔年延伸至拉薩格雷拉站，與 II 線合併為一路線，使用編號 V。1973年 III 支線延長，並獨立為 IV 線。1975年目前3號線的大學城站到塔拉戈納站開通，隔年與 III 線連接，但是該路段當時採用第三軌供電與架空線供電的 III 線不兼容，被編為 III-B線。1982年地鐵編號由羅馬數字改為阿拉伯數字，同年 3號線改為第三軌供電，3號線全線貫通運營，同年4號線東延至保羅站。
1985年4號線再東延至佩普文圖拉站，1995年TMB新線開通，編為2號線，2號線與5號線在1970年代規劃為十字路網，原定2號線南北向，5號線東西向，但2號線工程長期停擺，最終5號線改為十字西、北部分，東、南部分成為較晚通車的2號線。1997年2號線東延至保羅站。2號線使用剛性接觸網供電，促成其他TMB路線供電方式的改變。

### 综合公共交通系统

9、10號線項目規劃。

早在1982年巴塞羅那市議會和加泰羅尼亞政府都表達了希望建立一個負責管理地鐵資費的單一機構，直到1997年終於成立综合公共交通系统 (ATM)，2001年完成各交通運營商的費率整合。2002年4號線保羅 - 佩普文圖拉區間轉為2號線路線，2003年11號線開通，11號線通車同時FGC路線被編入地鐵網路，U6、U7編為6、7號線，S3編為8號線。
2009年9號線北段開通，9號線和10號線的項目直到 1990 年代末才出現，2002年獲批，2003年動工，但施工過程遭遇土地徵收、隧道鑽挖機受損等波折。9號線是西班牙第一條自動駕駛地鐵路線，10號線北段隨後於2010年通車，2016年9號線南段開通，連接位於巴塞罗那-埃尔普拉特机场的機場1號航廈站，與巴塞罗那大学的大學城站。2018年10號線南段通車。然而兩線共線的中段長期停滯，直到2022年才重新動工。
巴塞羅那地鐵的最新路線為12號線，12號線由FGC所有，僅薩里亞站、雷納埃利森達站2站，其軌道和營運早在1976年便開通，並一直作為6號線的終點，2002年ATM提出12號線計畫，將薩里亞站 - 雷納埃利森達站區間獨立並向西延長。然而2003年新的加泰隆尼亞社會主義者黨政府上台，並於隔年終止該計畫，由3號線、6號線和通勤鐵路延伸取代。2016年因6號線薩里亞站的施工，薩里亞站 - 雷納埃利森達站區間獨立為12號線運營至今。

## 线路

### 營運路線
| 標誌       | 路線       | 标志颜色 | 运营公司 | 启用日期 | 軌距 (mm) | 线路长度 (km) | 站点数量                  | 终端车站                                |
| ---------- | ---------- | -------- | -------- | -------- | --------- | ------------- | ------------------------- | --------------------------------------- |
|            | 1號線      | 红色     | TMB      | 1926年   | 1674      | 20.7          | 30                        | 貝爾維特醫院站 - 豐多站                 |
|            | 2號線      | 紫色     | TMB      | 1995年   | 1435      | 13.7          | 18                        | 平行線大道站 - 巴達洛納-龐佩烏·法布拉站 |
|            | 3號線      | 绿色     | TMB      | 1924年   | 1435      | 18.4          | 26                        | 大學城站 - 新三一站                     |
|            | 4號線      | 黄色     | TMB      | 1973年   | 1435      | 17.3          | 22                        | 新三一站 - 保羅站                       |
|            | 5號線      | 深蓝     | TMB      | 1959年   | 1435      | 19.168        | 26                        | 科爾內利亞中央車站 - 希伯仑峡谷站       |
|            | 6號線      | 紫罗兰色 | FGC      | 1976年   | 1435      | 4.884         | 8                         | 加泰羅尼亞廣場車站 - 薩里亞站           |
|            | 7號線      | 褐色     | FGC      | 1954年   | 1435      | 4.634         | 7                         | 加泰羅尼亞廣場車站 - 蒂比達博大道站     |
|            | 8號線      | 粉色     | FGC      | 2000年   | 1000      | 11.266        | 11                        | 西班牙廣場車站 - 莫里諾-合作城市站      |
|            | 9號線北段  | 橙色     | TMB      | 2009年   | 1435      | 7.867         | 9                         | 拉薩格雷拉站 - 詹贊站                   |
| 9號線南段  | 2016年     | 橙色     | TMB      | 19.6     | 1435      | 15            | 機場1號航廈站 ﹣ 大學城站 |                                         |
|            | 10號線北段 | 浅蓝色   | TMB      | 2010年   | 1435      | 5.57          | 6                         | 拉薩格雷拉站 - 高格站                   |
| 10號線南段 | 2018年     | 浅蓝色   | TMB      | 7.5      | 1435      | 11            | ZAL-舊河站 ﹣ 科布蘭克站  |                                         |
|            | 11號線     | 浅绿色   | TMB      | 2003年   | 1435      | 2.109         | 5                         | 新三一站 - 坎奎亞斯站                   |
|            | 12號線     | 淡紫色   | FGC      | 2016年   | 1435      | 0.6           | 2                         | 薩里亞站 - 雷納埃利森達站               |

### 未來計畫
巴塞罗那地铁建設中路線為9、10號線，目前預計2026年開通，但車站需到2029年才能全部開放。除了建設中的9、10號線之外，以下項目目前正在討論中：
- 1號線兩端延伸分別連接2、9號線
- 2號線西延部分路段與9號線共線
- 3號線兩端延伸，東端連接1號線
- 4號線延伸至拉薩格雷拉站，方便轉乘1、9、10號線
- 8號線延伸至市區，連接6、7號線，[16]甚至東側與巴塞隆拿電車（英语：Trams in Barcelona）T6線換乘
- 12號線延伸與3號線延伸段換乘

## 車輛

### 除役車輛

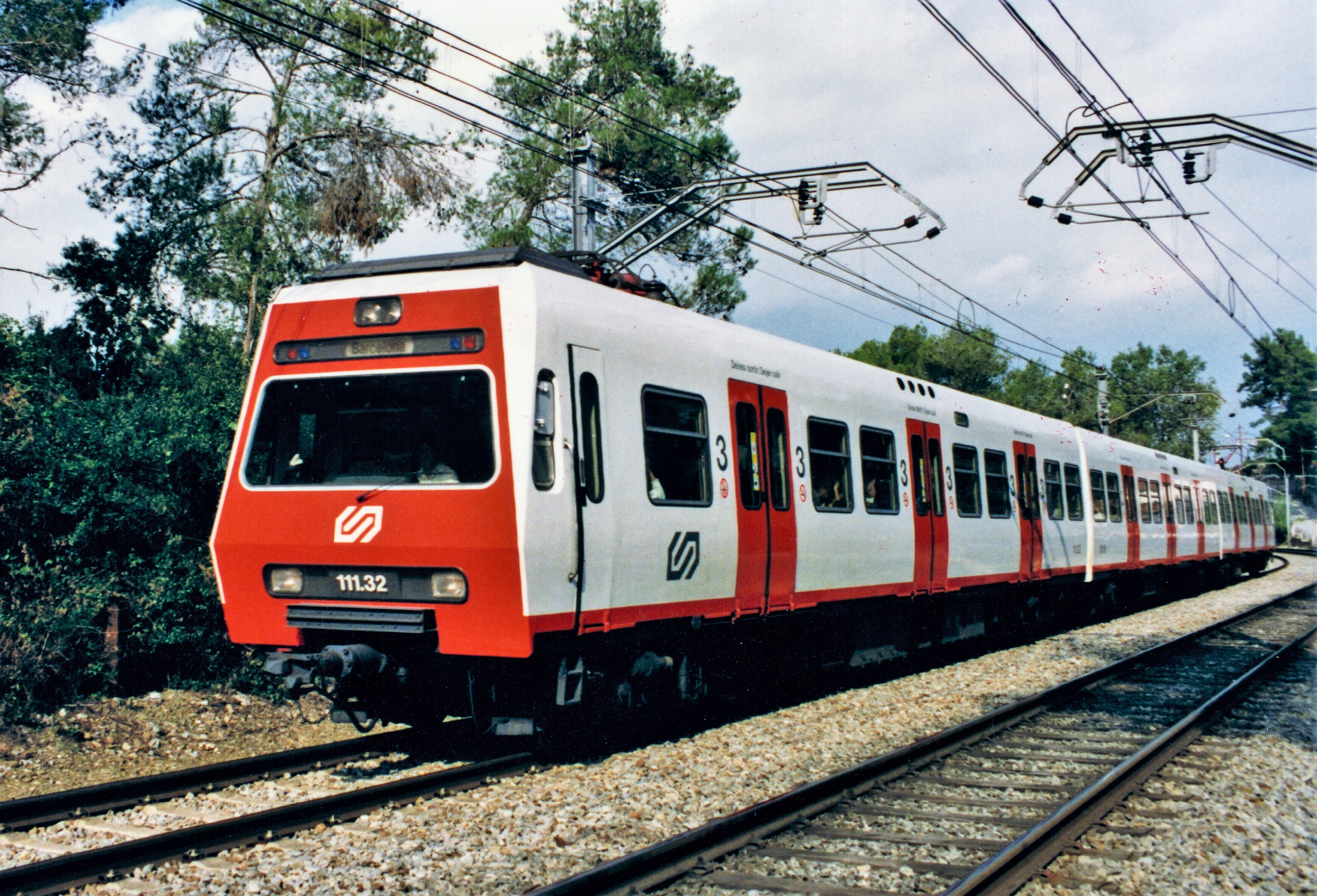
FGC-111系列
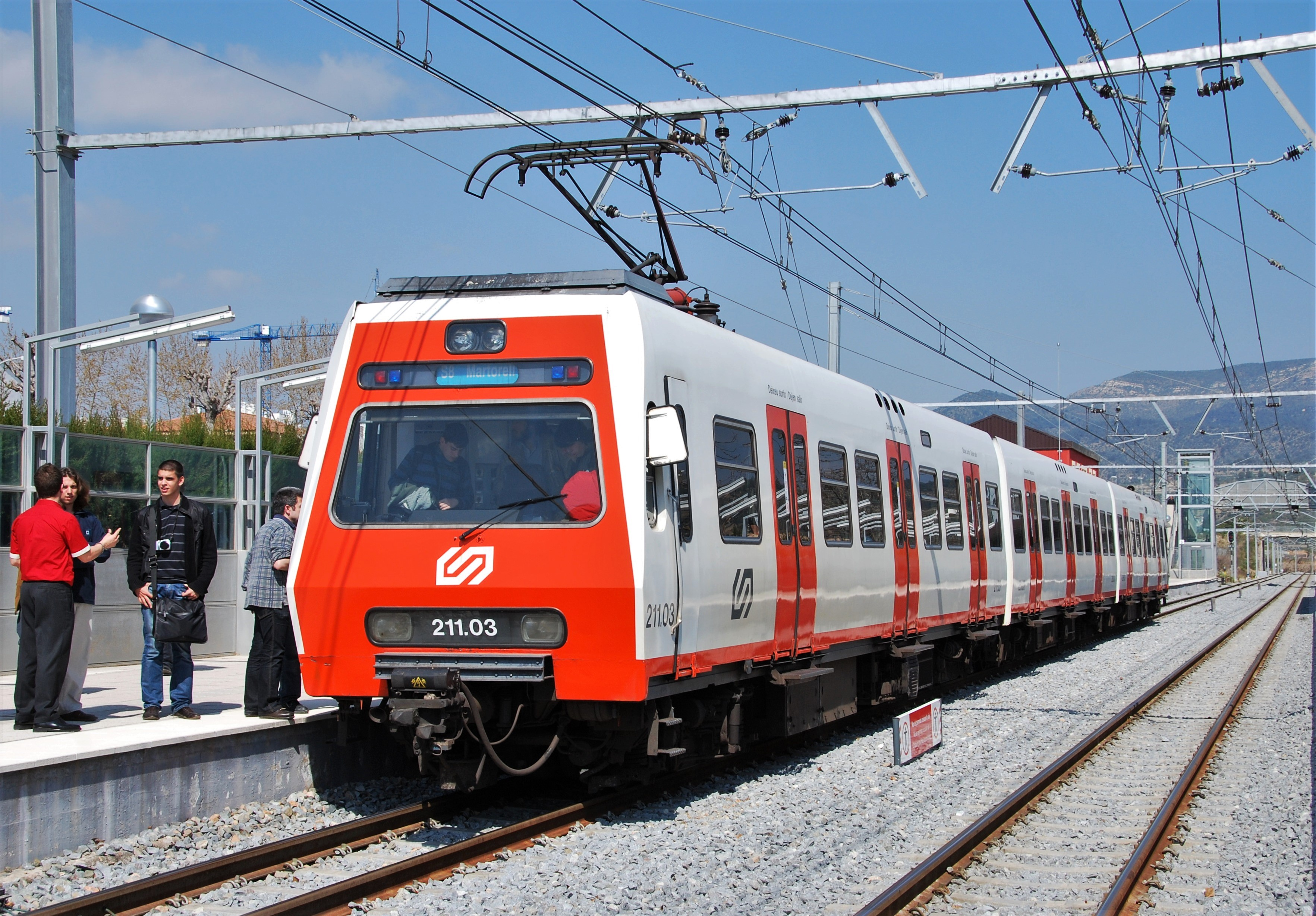
FGC-211系列
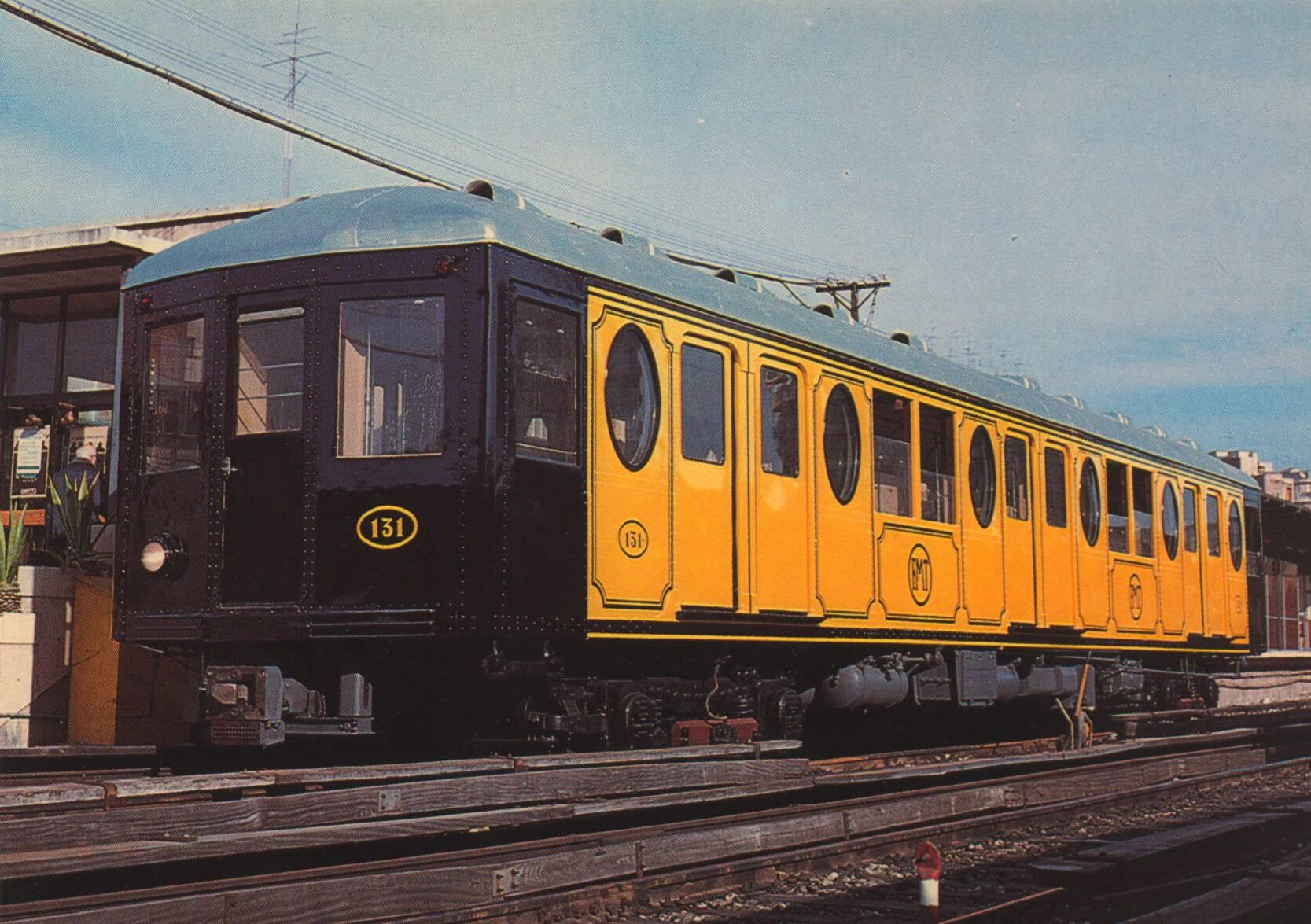
FMB-100系列
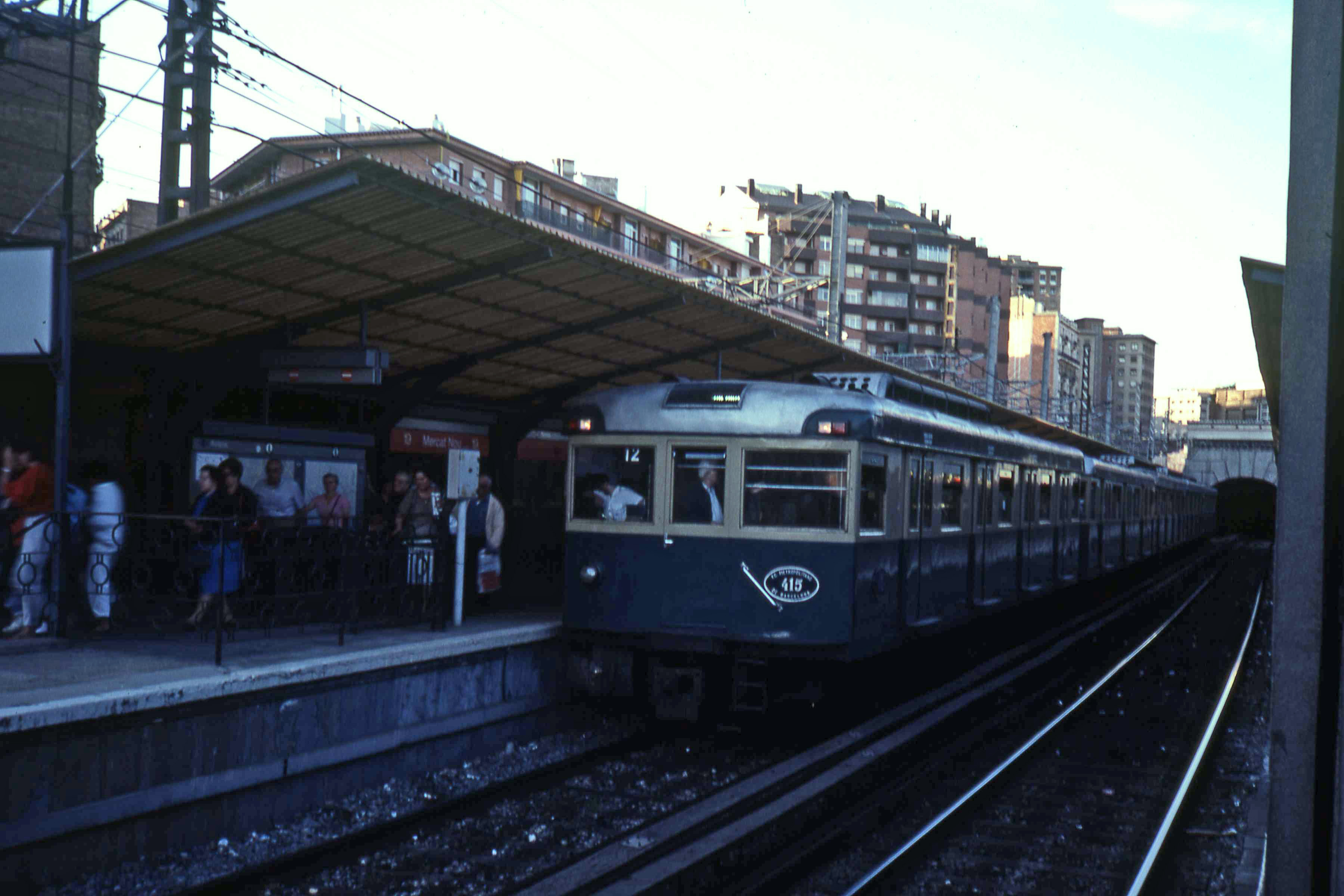
FMB-400系列
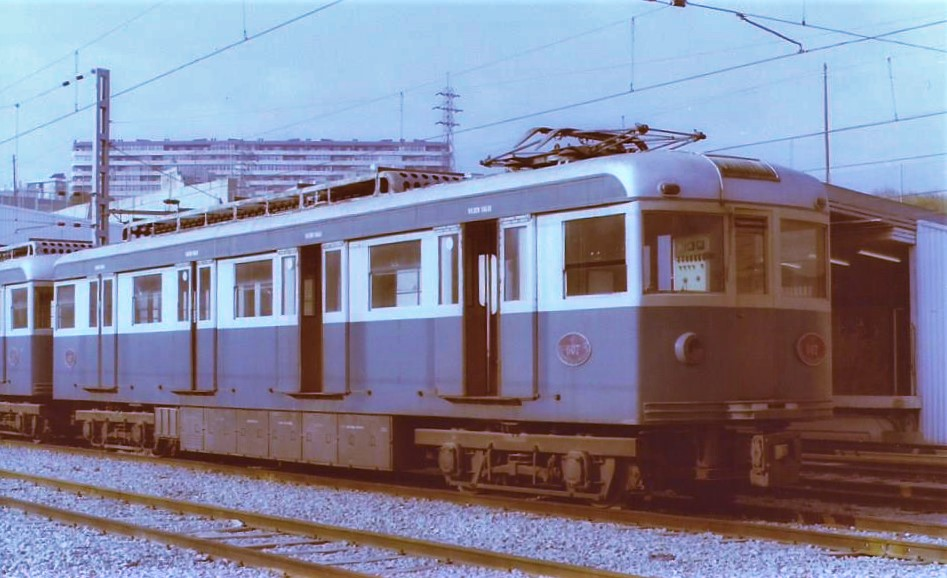
FMB-600系列
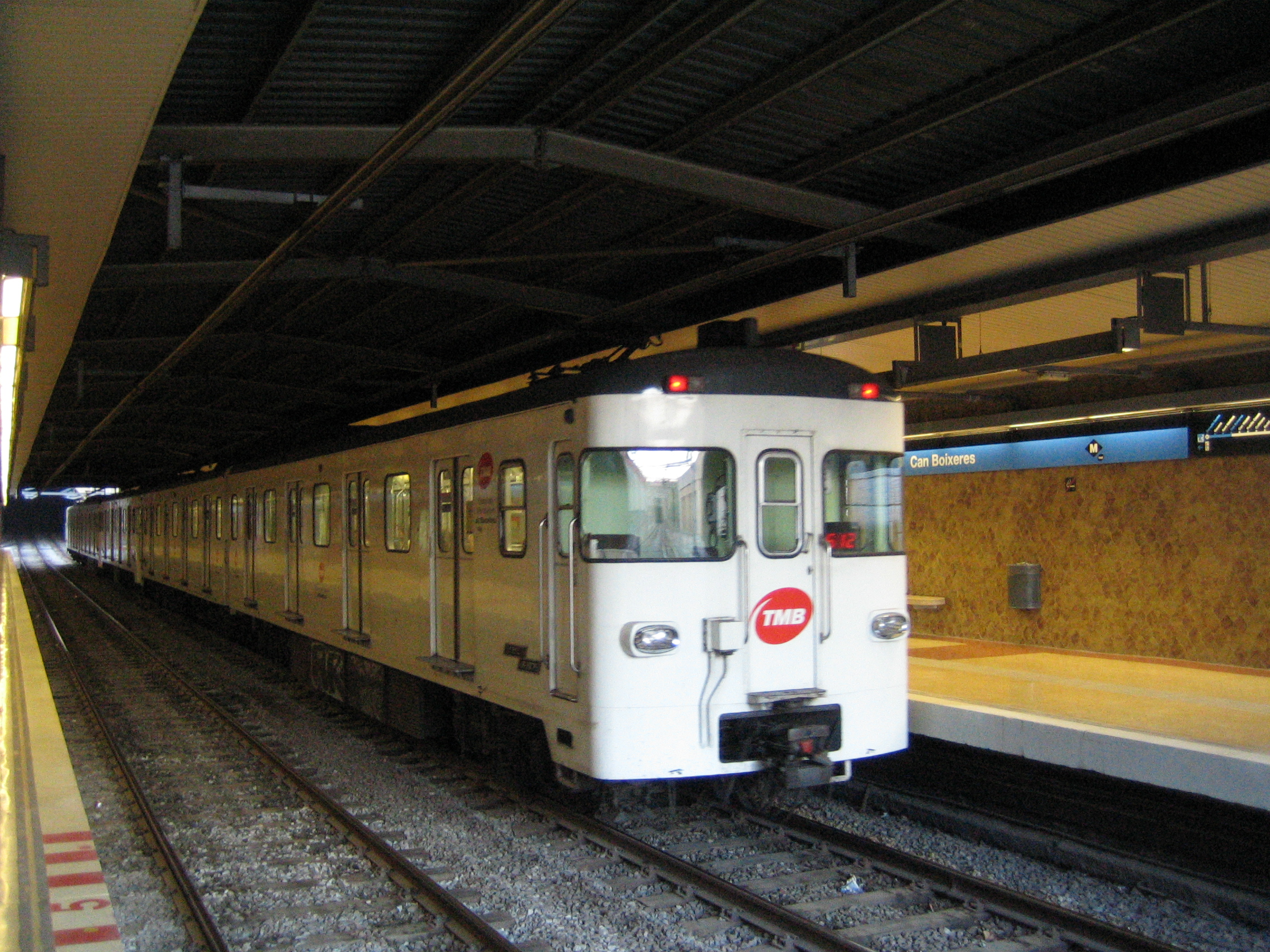
巴塞隆納地鐵1000系列
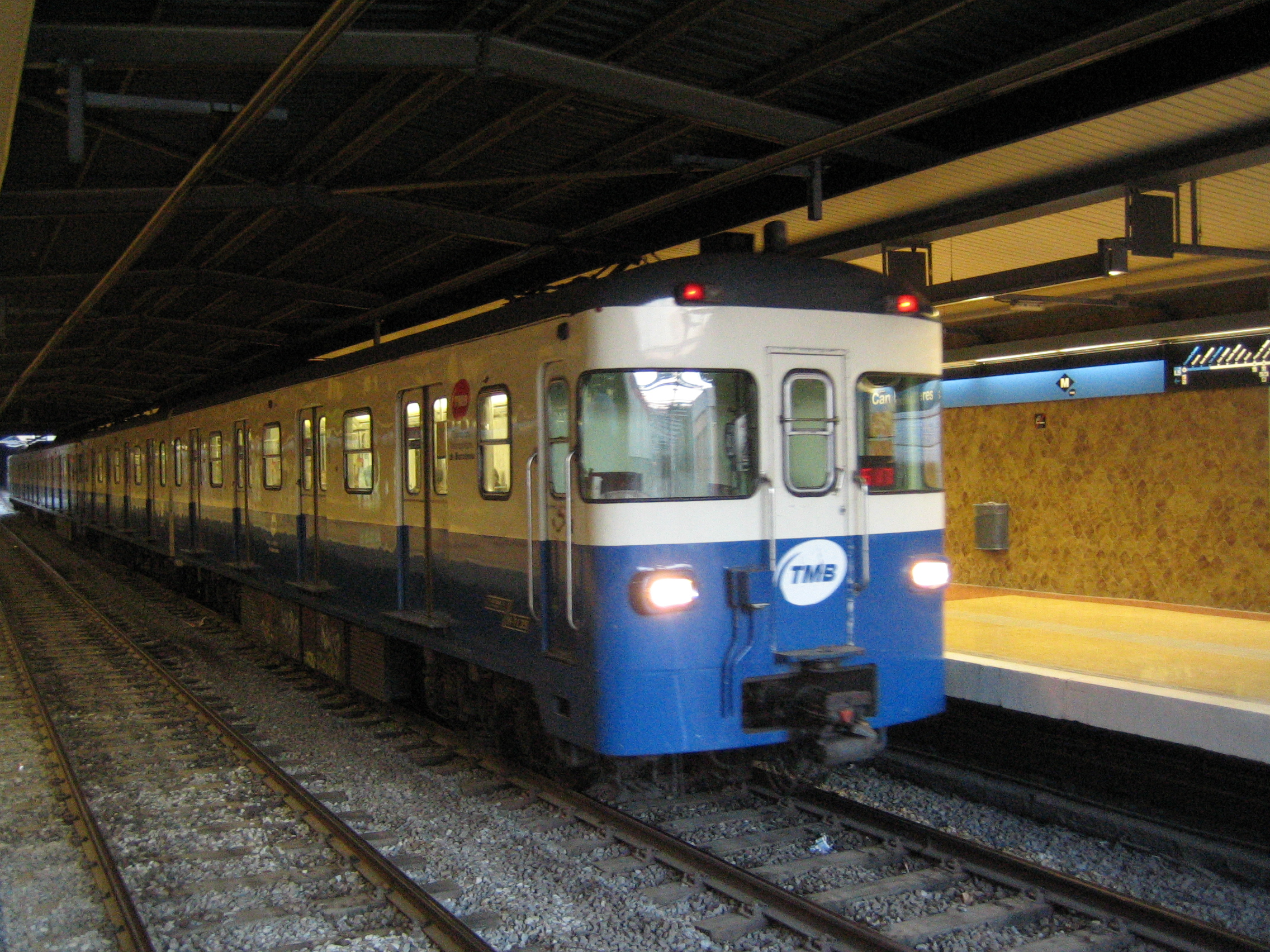
巴塞隆納地鐵1100系列

FGC成立後接手FCC和CGFC車輛，1983年開始在巴塞隆納-瓦萊鐵路投入FGC-111系列，FGC-111採2動1拖3節編組，適用標準軌距，載客量544人，有176個座位、368個站位，使用至2014~2015年間逐漸退出，被113和114系列所取代，FGC目前保留一組。在略夫雷加特-阿諾亞鐵路則於1987年開始投入FGC-211系列，211系列與111系列列相似，但適用該線的米軌軌距，另外車門處有階梯，以便該線低站台旅客上車，211系列服務到2009 年，被213 系列取代。取消服務的原因之一是由於月台和列車之間的高度差異， 行動不便的人無法乘坐。
TMB成立之前，FMB最初使用FMB-100系列列車，適用1674毫米的橫向地鐵，100系列車曾是世界上最長的地鐵車廂，長度為21.9公尺，共12節車廂，每節均有動力，最初僅以單節運營，1951年開始以2節編組運營，1968年擴充為3節。200系列包括兩個不同的系列：200A與200B，200A於1944年交付，共4節車廂，每節均有動力，最初也是以單節運營，但車廂長度較100系列短，1970年代200A退出營運，但是1980年代200A一度因為列車數量不足重新投入使用，將4節車廂編為一列行駛，直到被4000系列取代。200B原本稱為300系列，因為與GMB合併，將GMB列車編為300系列，1953年開始以1動1拖的2節編組運營，1960年代擴充為3節運營，1980年代開始與400系列混編為5節運營，於1919年被4000系列取代。
300系列為GMB在南北大都會鐵路使用的各式列車，包括1920至60年代的300R、300S、300B和300C四個系列，軌距皆為標準軌距，TMB接收後編為300系列。300R是GMB原始車輛，共20節車廂，動力車與拖車各一半，以1動1拖的2節編組運營，1926年4輛拖車被改裝為動力車投入支線使用，1942年又被改回拖車，為300S提供零件，1960年代後期進行了改造，1982年加裝第三軌集電靴。300S是為了應對乘客數量的增加建造，這些列車與馬德里地鐵的薩拉曼卡型列車相同（因此後綴為 S），共4節車廂。300B是1949 年至1959 年間製造的共10節車廂，6節動力車與4節拖車。300C是300B 系列的演進，1962 年至1970 年間共建造18節動力車與24節拖車，用於 III、IV、V線，1972年加裝第三軌集電靴。300系列使用至1988年被3000系列取代。
400系列於1958年投入 I 線，共製造60節動力車與20節拖車，以2動1拖的3節編組運營，1980年代開始與200系列混編為5節運營，於1989年被4000系列取代。600系列於1959年投入 II 線，技術特性與 400系列相似，但適用於標準軌距，600系列於1961年開始使用2級列車自動運行系統，是世界上第一條達到半自動運行的商業地鐵線，然而1970年 II 線併入V線後，因為V線沒有半自動運行設備而取消半自動運行，1976年600系列被1000系列取代，1981年部分600系列轉賣給FGC在巴塞隆納-瓦萊鐵路使用，直到1985年被FGC-111系列取代。
1000/1100系列於1970年投入V線，之後 III-B與 IV線也使用1000/1100系列。1000/1100系列主要區別在於1000系列為架空線供電，1100系列為第三軌供電。1000和1100系列皆為動力車，1000系列共製造100節，1100系列製造108節。1982年為擴充為5節編組購入25節1300系拖車，1983~1984年又購入23節1400系拖車，1980年代後期列車開始加裝空調設備。2002年4號線改為剛性接觸網供電，1100/1400系列也加裝集電弓。2007年1000系列退出5號線營運，由5000系列取代；2009年1100系列退出4號線營運，由2100系列取代。

### TMB車輛

#### 20世紀投入車輛

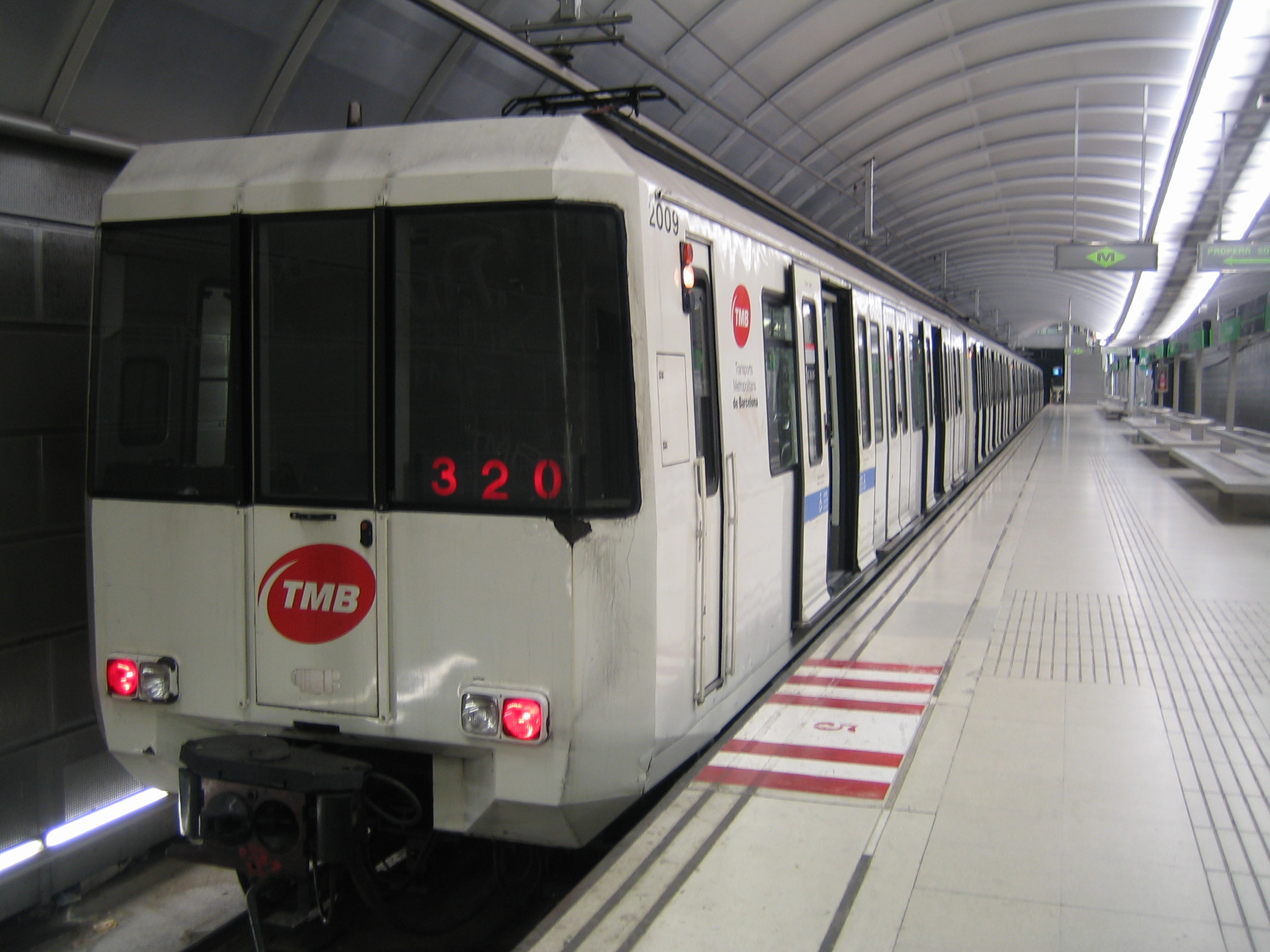
翻新前的巴塞隆納地鐵2000系列
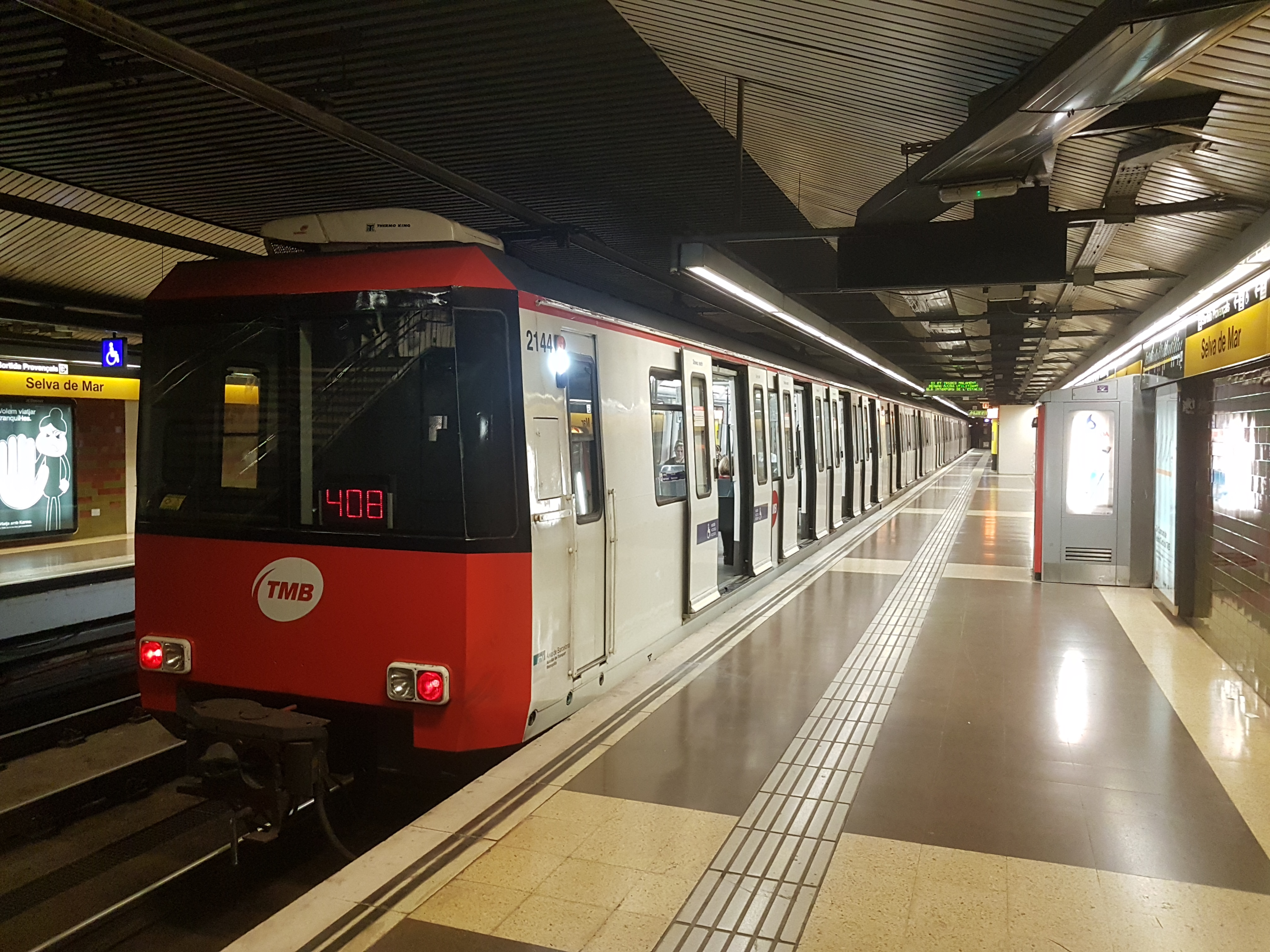
巴塞隆納地鐵2100系列
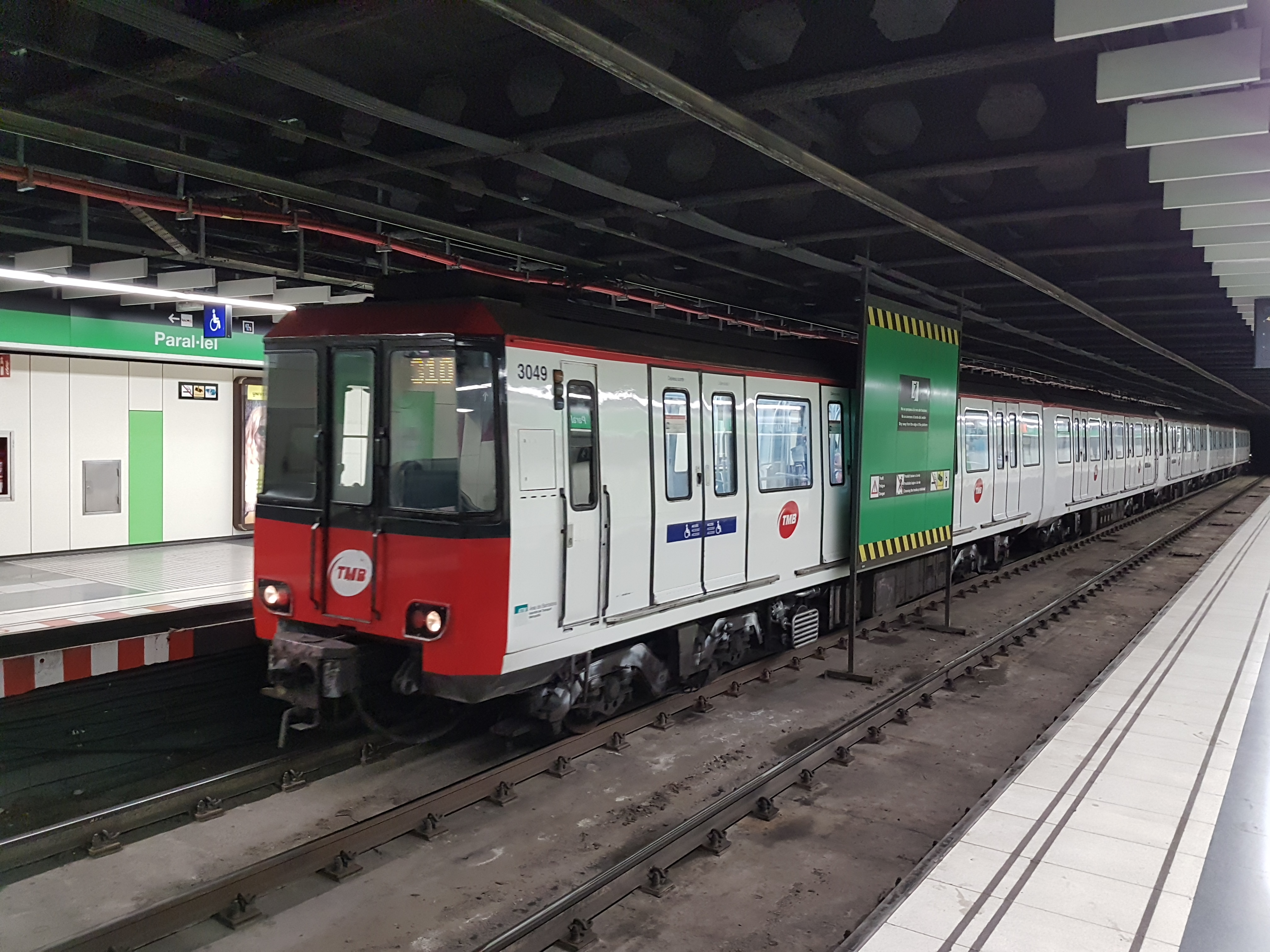
巴塞隆納地鐵3000系列
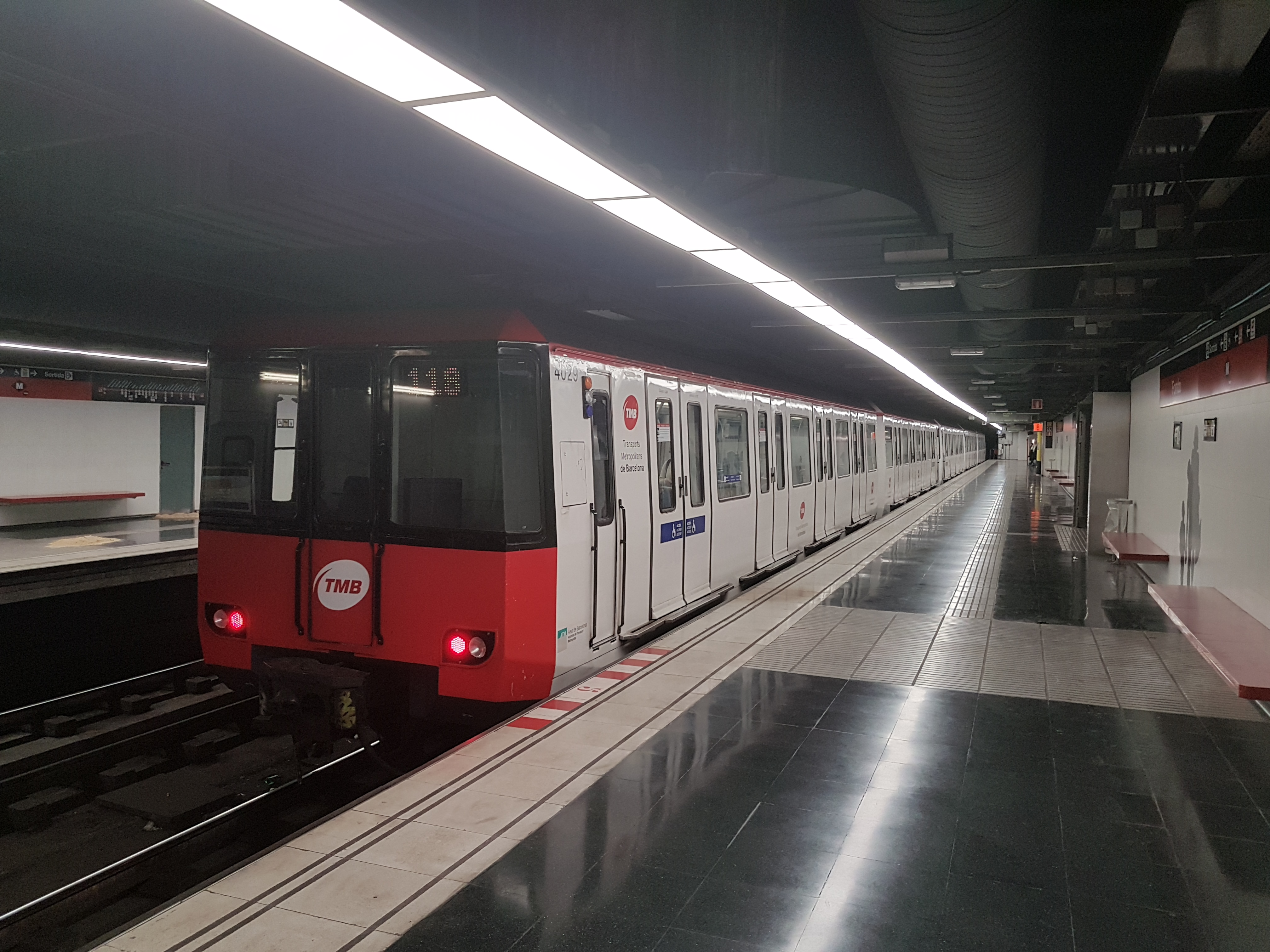
巴塞隆納地鐵4000系列

2000/2100系列是作為3000 系列和 4000 系列項目的延伸而誕生的，該項目開始於1980年代中期，計畫為建設中的2號線提供機車車輛，由西班牙的鐵路建設和協助公司 (CAF)為首製造，車輛與 3000 系列相似，主要區別在於車廂之間設置了連通道。2000系列於1992年交付，但是2號線尚未完工，因此先投入3、5號線，採用2動1拖的3節編組運營，載客量510人，包括90個座位和420個站位，共製造6列列車。1997年2號線東延段開通之際，4動1拖5節編組的5列2100系列投入2號線營運。2007年2號線投入9000系列車，2100系被轉移至4號線，並取代4號線的1100系。2016年，2000系列的第一輛翻新列車投入使用，將2+2排列的橫向座位更換為縱向座位，安裝新的垂直支撐桿，車頭塗裝由白色改為象徵TMB的紅色，2019年，2100系列也開始進行翻新。
3000與4000系列於1980年代共同計畫， 1986年至1990年間投入使用，由CAF為首製造。二者差別在於軌距不同，3000系列用於標準軌距的3號線，取代300系列；4000系列用於1674毫米軌距的1號線，取代400系列。最初3000與4000系列配有第三軌集電靴，因為當時1、3號由第三軌供電，但也有設置集電弓，因為在車庫使用架空線供電，2002年1、3號改為剛性接觸網供電，集電弓也在營運區間使用。3000與4000系列以4動1拖5節編組營運，分別製造18、24列，是巴塞隆納地鐵第一個無駕駛員自動運轉、配備空調、自動廣播系統的列車。2007年至2013 年間進行列車翻新，翻新的改變與之後的2000/2100系列相同。3000與4000系列預計將逐漸由7000與8000系列新列車完全取代。

#### 21世紀投入車輛

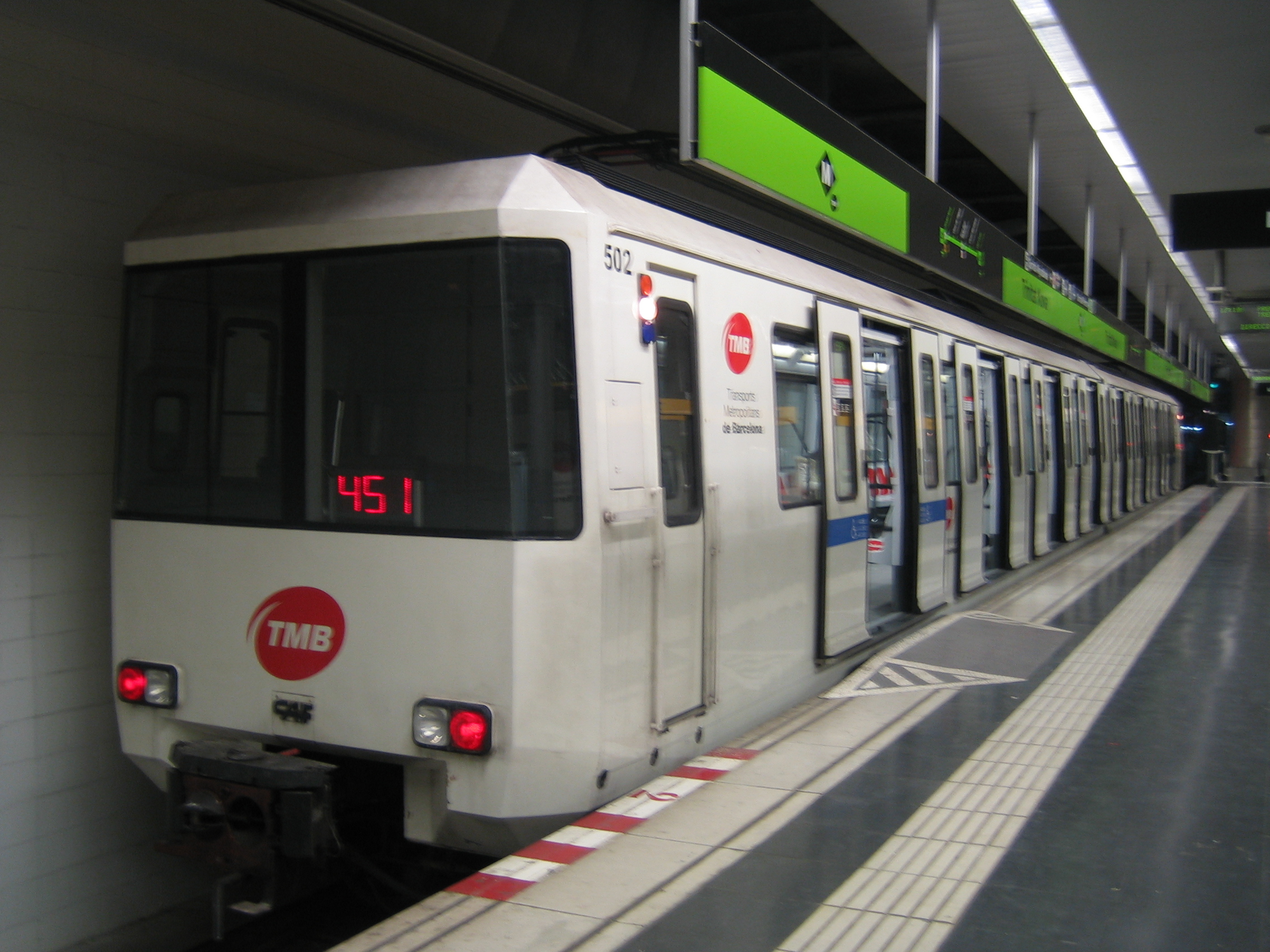
巴塞隆納地鐵500系列
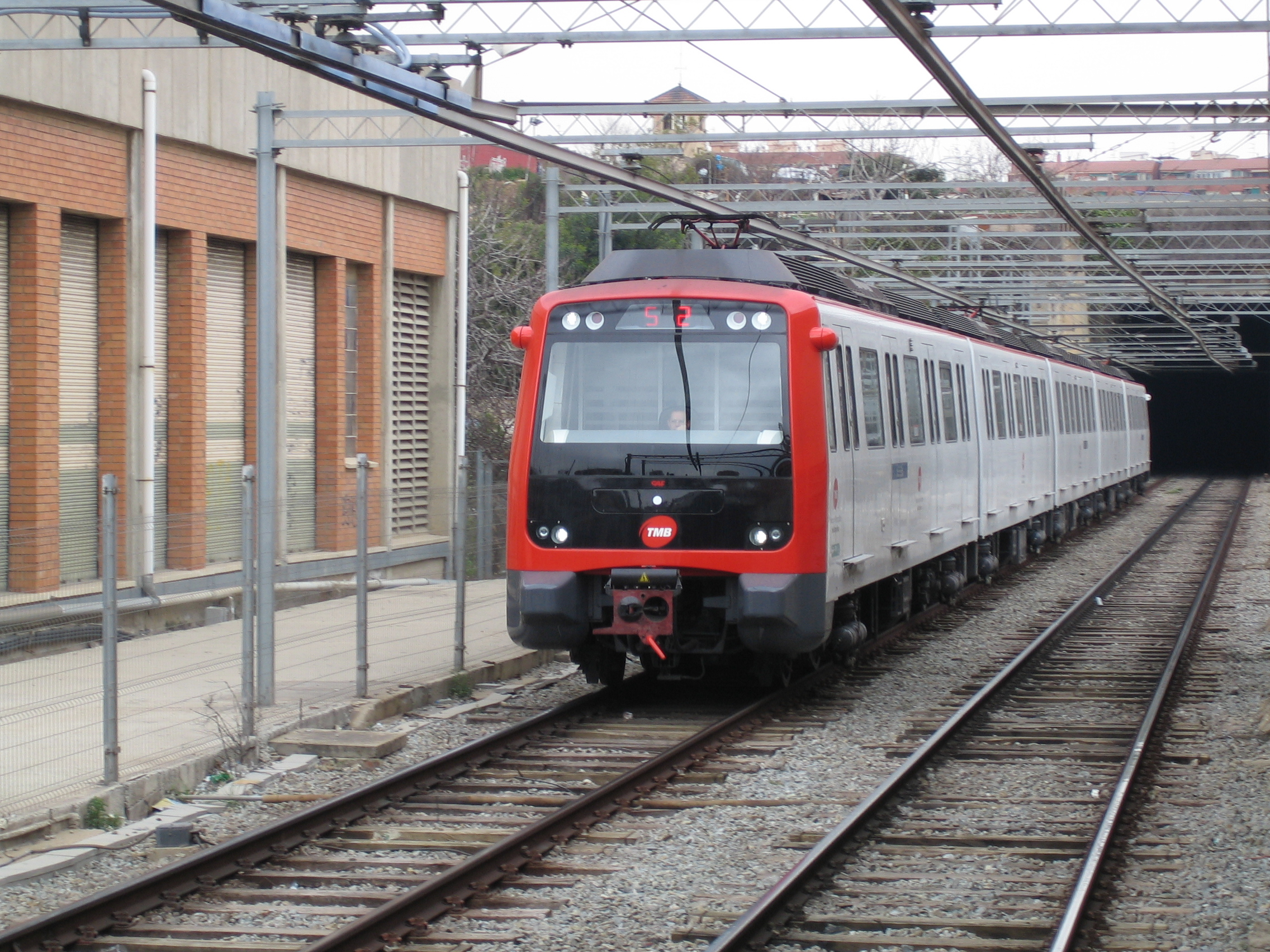
巴塞隆納地鐵5000系列
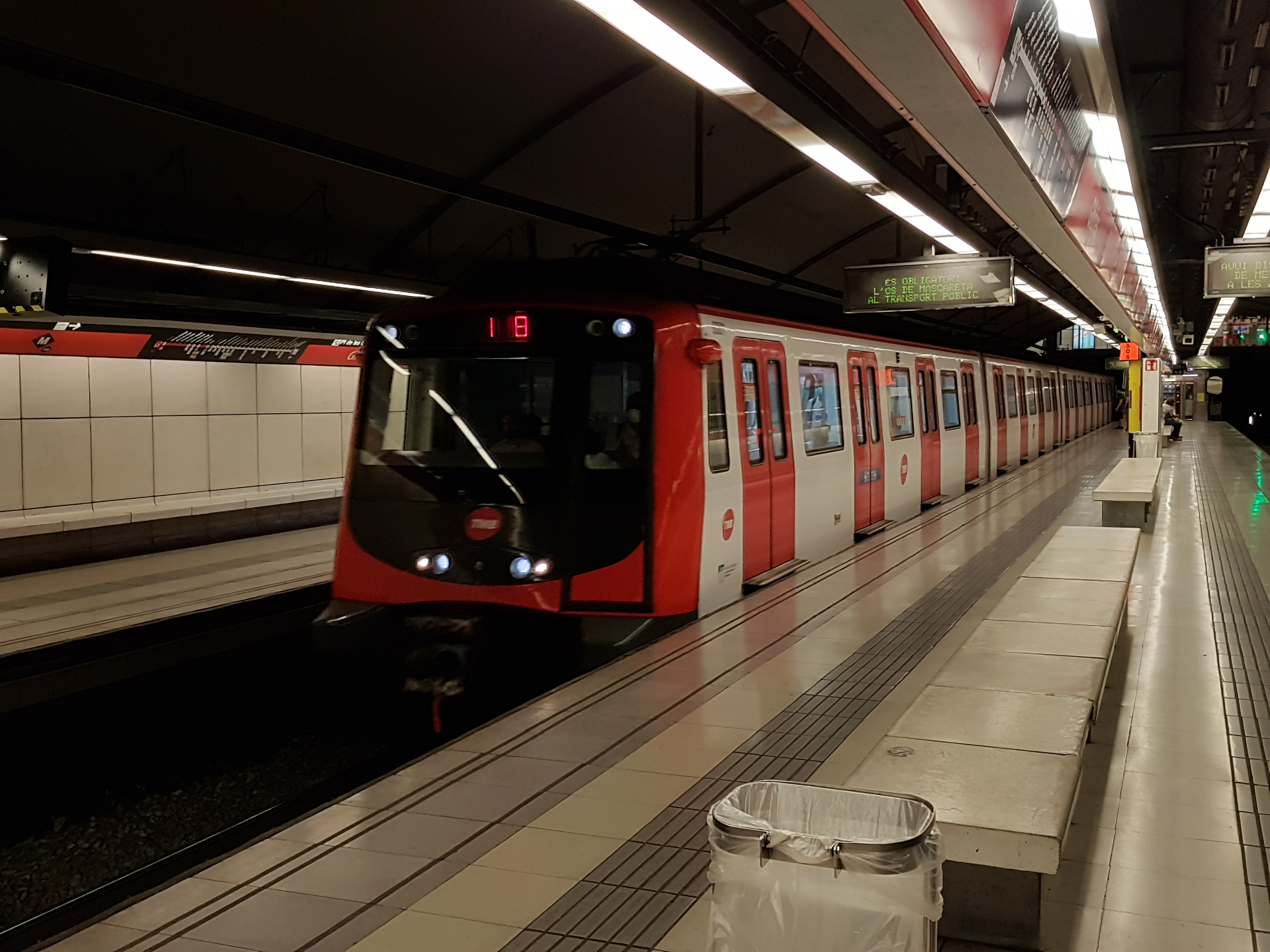
巴塞隆納地鐵6000系列
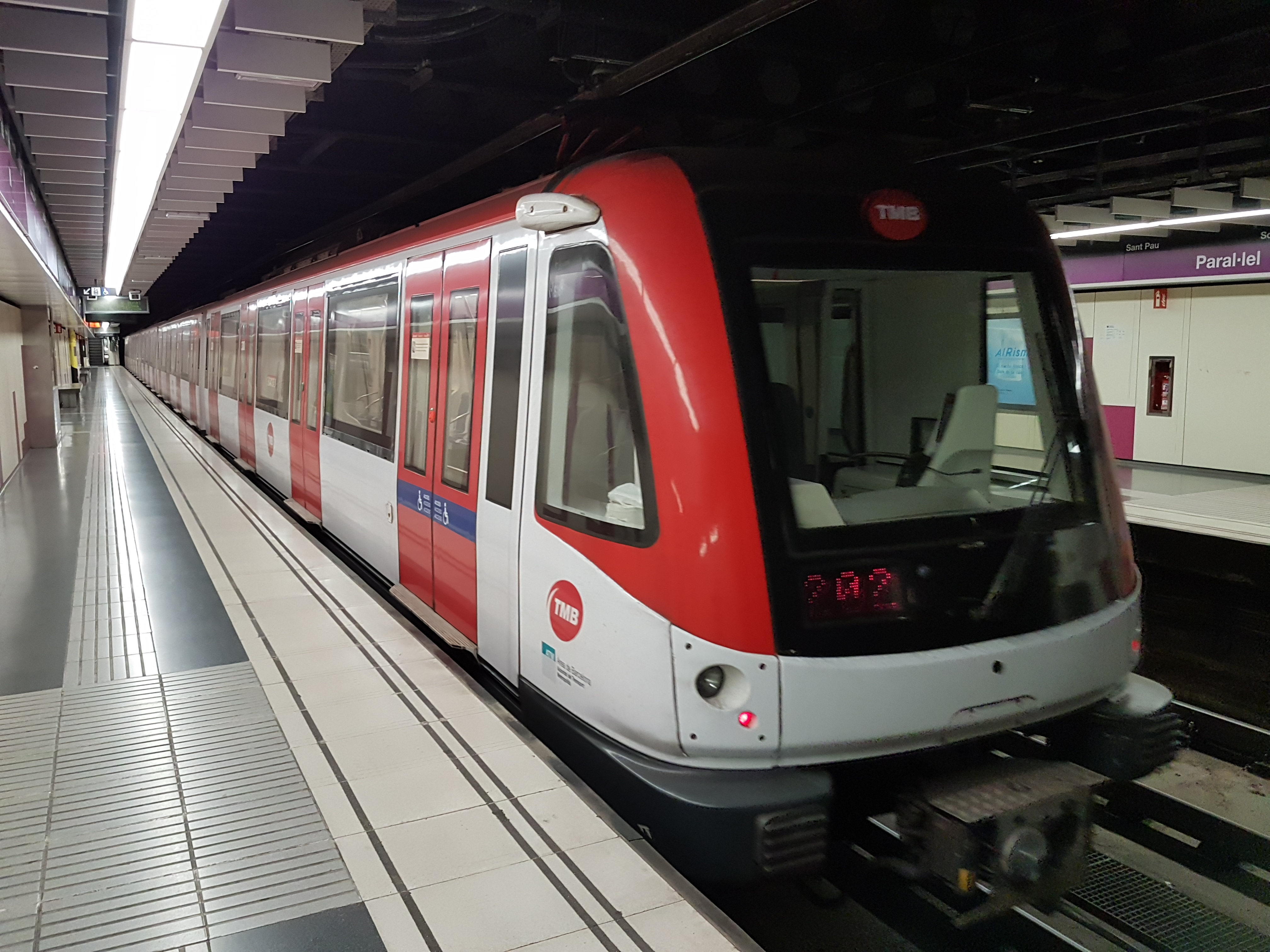
巴塞隆納地鐵9000系列

500系列是對 2100系列列車的改造，以適應11號線的特點，於2003年投入使用，恰逢11號線開通，共製造6節，以2節動力車一列的方式營運，2021年夏天以來，500系列可於11號線全線無人看守自動運轉。
5000系列為標準軌距由CAF製造共39列，其中33列用於替換5號線上的所有1000系列車，其餘補充2、3號線延長所需列車，5000系列列車以4動1拖5節編組營運，載客量927人，包括108個座位、815個站位和4個無障礙座位。5000系列於2005年投入使用。最初，列車按計劃分配到 2、3 和 5號線。在2號線投入服務幾個月後，列車轉給3號線使用，因為當時2號線接收了原計劃9號線的9000系列。2007年完成將5號線1000系列車換為5000系列的計畫。2018年宣布採購一批6列列車，其中2列用於3號線，4列用於5號線，2020年投入運營。
6000系列為1674毫米軌距旨在補充1號線的服務，列車與5000系列相似，但適應1號線的寬軌。6000系列由CAF製造，共10列列車，載客量1116人，2018年增購4列列車，以滿足需求增加。
9000系列為標準軌距初是為9、10號線設計，由阿爾斯通製造，屬於阿爾斯通大都會型列車，以4動1拖5節編組營運，最初製造50列列車，之後增加6列，最大載客量1065人，包括156個座位和2個無障礙座位，9000系列最大特點是可以達到無人看守自動運轉。ATM於2002年12月授予阿爾斯通列車的建造權。由於 9、10 號線的建設進度出現延誤，列車不得不分配給現有的地鐵線路，2006年列車開始在2號線使用，取代2號線的2000系列車，2008年投入4號線，與2100系一同取代1100系，2009年投入9、10號線。2018年增購2列列車，投入4號線使用。目前9000系在2號線有24列、4號線有12列，9、10號線22列，共58列。除了巴塞隆納之外，9000系列也在拉丁美洲的一些地鐵系統使用。

### FGC車輛

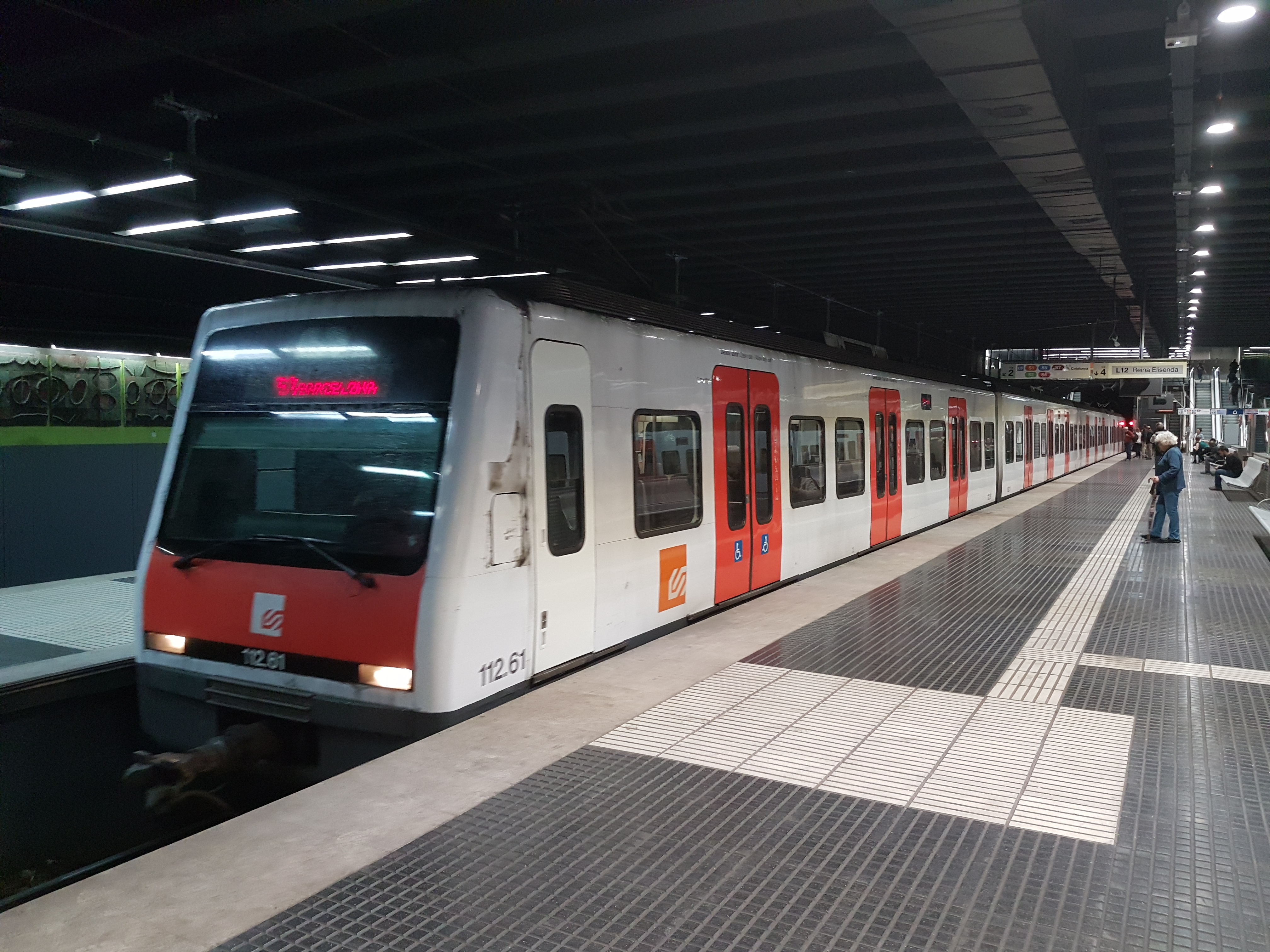
FGC-112系列
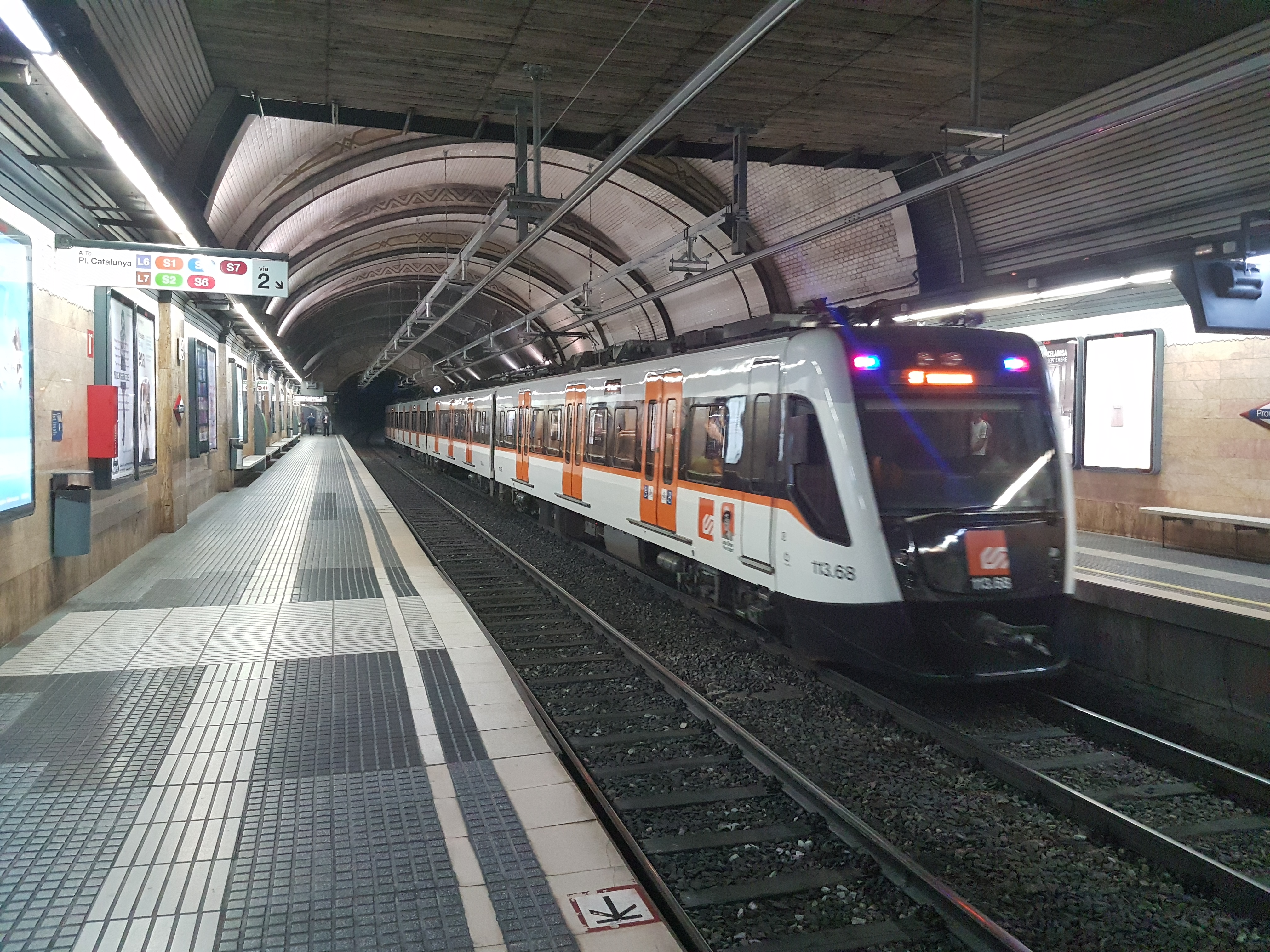
FGC-113系列
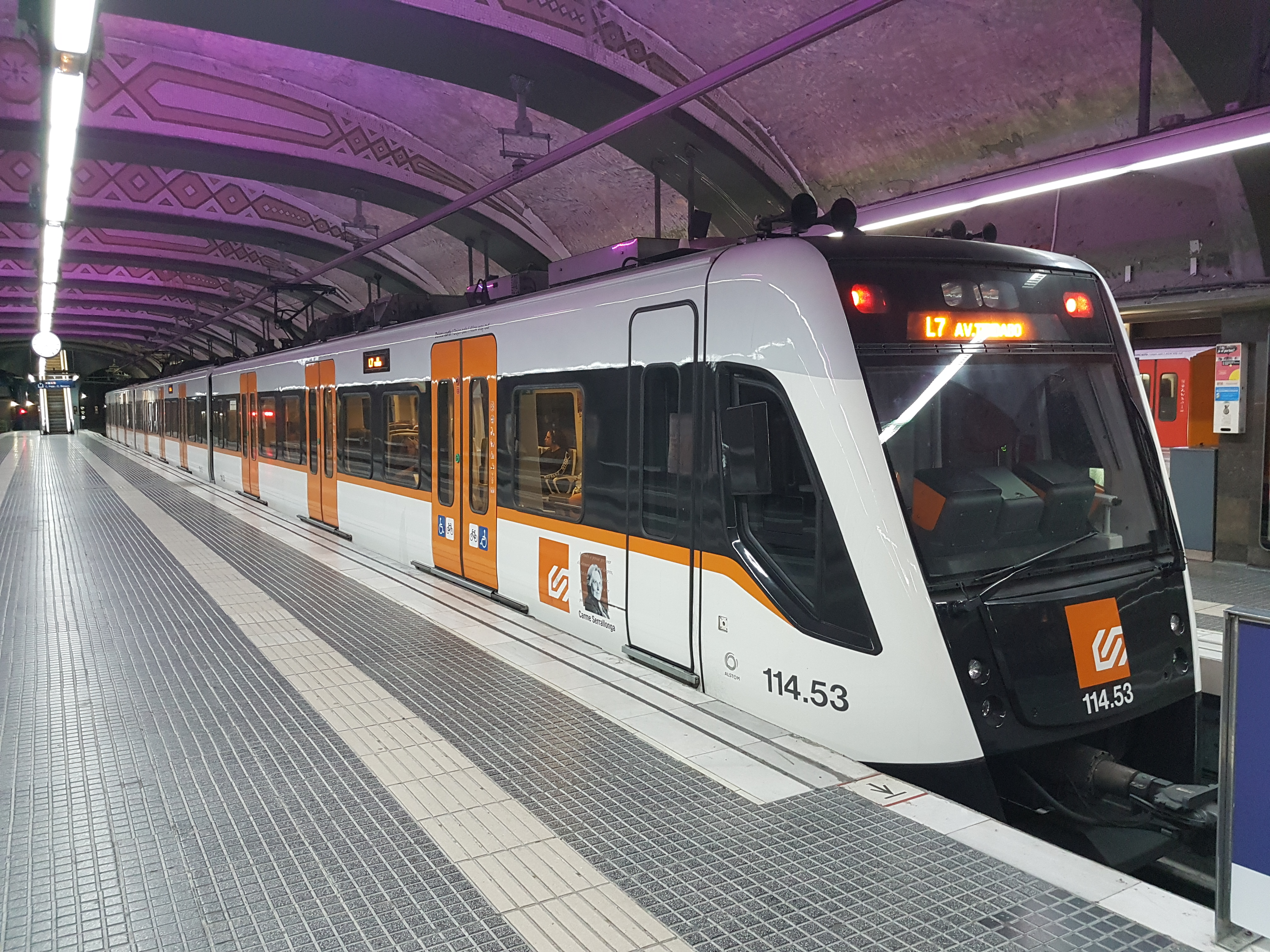
FGC-114系列
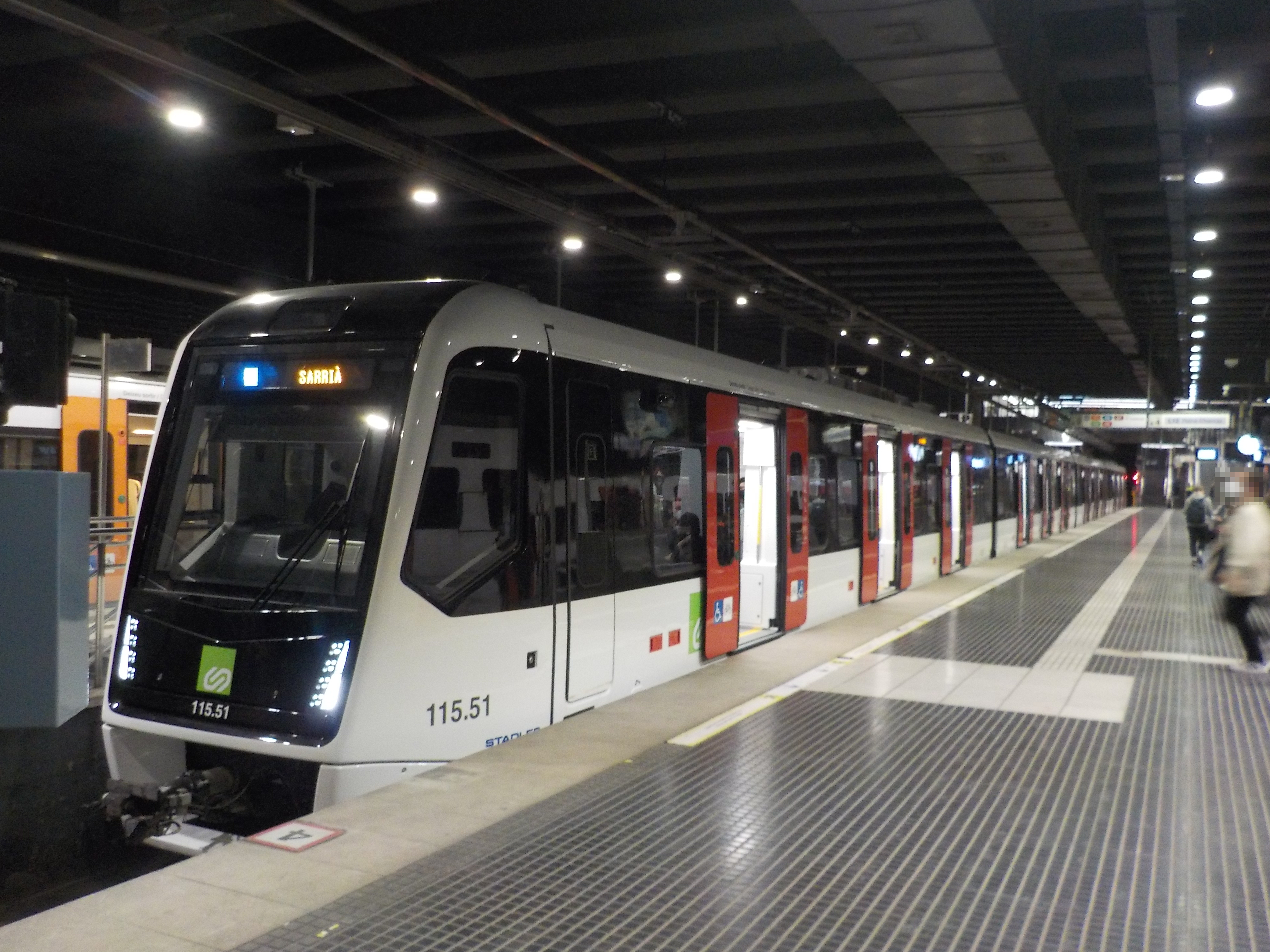
FGC-115系列
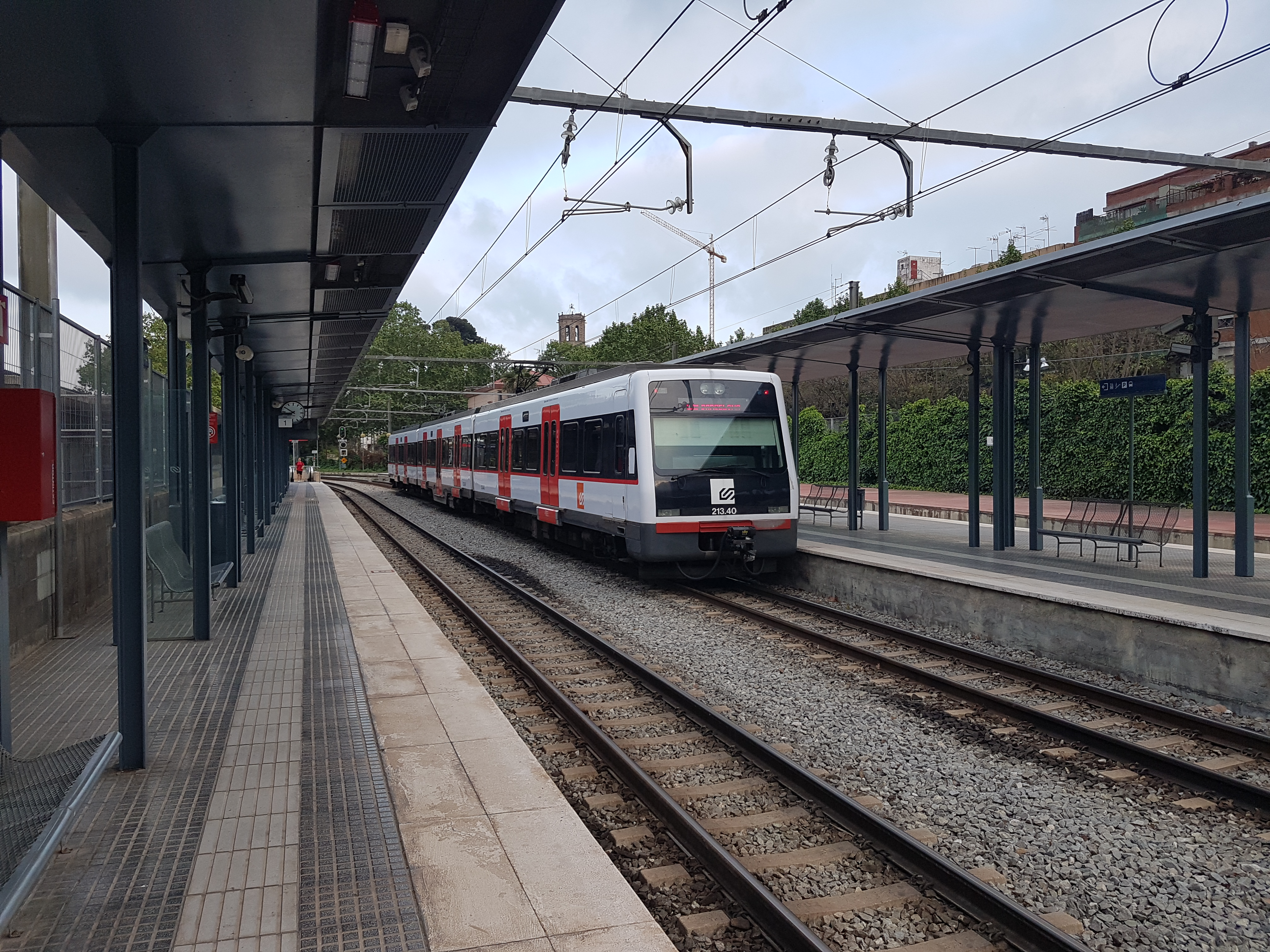
FGC-213系列

目前FGC在巴塞隆納-瓦萊鐵路使用112、113、114、115四種列車，112系列於1995年投入，以3動1拖4節編組營運，由CAF與阿爾斯通製造，共22列列車，載客量722人，使用於巴塞隆納-瓦萊鐵路除地鐵7號線以外其他營運線，2018年FGC對112系列進行翻新。113、114系列是為取代 111 系列而設計，兩個系列的主要區別在於113系以3動1拖4節編組營運，114系以3節動力車編組營運，113系長度80公尺，114系則為60公尺，因此114系可以停靠7號線較短的月台，兩個系列由CAF與阿爾斯通製造，分別有19、5列，於2013~2014年投入，恰逢巴塞隆納-瓦萊鐵路開通150周年，載客量分別為780和605人。115系由瑞士施泰德鐵路製造，購買這些列車的想法是增加列車總數，以增加前往郊區的列車頻率，115系2021年4月交付，2022年3月投入營運，以2動2拖4節編組營運，載客量775人，因站台長度問題不能在7號線運行。
目前FGC在略夫雷加特-阿諾亞鐵路使用213系列車，1999年投入以2動1拖3節編組營運，由CAF與阿爾斯通製造，共33列列車，載客量467人，使用於略夫雷加特-阿諾亞鐵路各營運線，213系列是為取代該線各種舊型列車而設計。

### 未來規劃
TMB於2019年宣布採購42列新列車，以取代3000與4000系列車，分別是標準軌距7000系18列，1674毫米軌距8000系24列，採5節編組運行，由阿爾斯通製造。

## 營運資訊

### 時間與班距
TMB平日各路線自5：00開始服務，隔日0時結束服務。除了9、10號線部分車站外，週五和假日前夕延長營業至隔日2：00，週末自週六5：00開始持續營運至週一0時，跨年夜、聖約翰節 (6/24)等假日也會通宵營運，平安夜當晚則會提早於23：00結束營運。班距各線略有差異，較繁忙的1、3號線高峰班距約3分鐘，離峰班距5分鐘；2、4、5號線高峰班距約3~5分鐘，離峰班距5~6分鐘；9、10號線班距6~7分鐘；11號線高峰班距約7.5分鐘，離峰班距15分鐘。
FGC也自5：00開始服務，但通勤列車需先發車，因此地鐵的首發車較晚，6、7、12號線的首發車分別為5：38、5：52、5：56，末班車發車時間為23：55、隔日0：27、隔日0：05；8號線的首發車為5：41，末班車23：55，週六和假日延長服務至隔日2：00左右。班距各線略有差異，6、7號線高峰班距約6分鐘，離峰班距15分鐘；12號線高峰班距約4分鐘，離峰班距10分鐘；8號線高峰班距約15分鐘，離峰班距20~30分鐘。

### 票務
巴塞罗那地铁依照巴塞罗那地區综合公共交通系统 (ATM)計價，採用分區票價，以下皆為單區票價。單程票為2.65歐元。